# جيرجلي تابولزاي
الدكتور جيرجلي تابولزاي (بالمجرية: Gergely Tapolczai)‏(من مواليد 21 ديسمبر 1975)  هو سياسي مجري، وعضو في المجلس الوطني (MP) من القائمة الوطنية لفيدس منذ عام 2010.  السياسي الأصم هو أول مستخدم للغة الإشارة في البرلمان الهنغاري.  وهو أيضًا نائب رئيس الاتحاد الأوروبي للصم (EUD).  تم انتخابه لعضوية الاتحاد الأوروبي كعضو في مجلس الإدارة في عام 2009.
كان عضواً في لجنة الشباب والشؤون الاجتماعية والأسرية والإسكان من 14 مايو 2010 إلى 5 مايو 2014 ولجنة الرياضة والسياحة من 14 فبراير 2011 إلى 5 مايو 2014. أصبح رئيسًا للجنة الفرعية للأشخاص ذوي الإعاقة في 28 يونيو 2010. 
وهو يدعم ويروج لاتفاقية الأمم المتحدة لحقوق الأشخاص ذوي الإعاقة ( UNCRPD ) للدول الأعضاء في الاتحاد الأوروبي ويتحدث عن قانون لغة الإشارة الهنغارية.  